# Solpugassa furcifera
Espèce
Synonymes
- Solpuga furcifera Kraepelin, 1899
- Solpuga furcifera kaokoensis Lawrence, 1928
- Solpugassa furcifera jordani Lawrence, 1953
- Solpugeira damarensis Kraus, 1956
- Solpugassa kochi Lawrence, 1959

Solpugassa furcifera est une espèce de solifuges de la famille des Solpugidae.

## Distribution
Cette espèce se rencontre en Namibie et en Angola.

## Description
Les mâles mesurent de 17 à 20 mm et les femelles de 20 à 23 mm.

## Publication originale
- Kraepelin, 1899 : Zur Systematik der Solifugen. Mitteilungen aus dem Naturhistorischen Museum in Hamburg, vol. 16, p. 195–259 (texte intégral).